# Viggo Drewsen
Viggo Drewsen, född den 15 november 1830 i Köpenhamn, död där den 8 november 1888, var en dansk författare. Han brorson till Johan Christian Drewsen, son till Adolph Drewsen och far till Sten Drewsen.
Drewsen, som var direktör för ett livförsäkringsbolag, deltog som frivillig i kriget 1864, då han sårades vid Dybböl, och skrev anonymt En livsanskuelse, grundet paa elskov (1881) och Forholdet mellem mand og kvinde, belyst gennem udviklingshypotesen (1884) med mera, i vilka arbeten han hävdade äktenskapets och familjelivets betydelse och som väckte mycken diskussion.